# Whiteriver
Whiteriver (apatxe occidental Chʼílwozh) és una concentració de població designada pel cens dels Estats Units a l'estat d'Arizona. Segons el cens del 2000 tenia 5.220 habitants.

## Demografia
Segons el cens del 2000, Whiteriver tenia 5.220 habitants, 1.249 habitatges, i 1.054 famílies La densitat de població era de 113,1 habitants/km².
Dels 1.249 habitatges en un 56,4% hi vivien nens de menys de 18 anys, en un 43,1% hi vivien parelles casades, en un 34,3% dones solteres, i en un 15,6% no eren unitats familiars. En el 12,8% dels habitatges hi vivien persones soles l'1,3% de les quals corresponia a persones de 65 anys o més que vivien soles. El nombre mitjà de persones vivint en cada habitatge era de 4,1 i el nombre mitjà de persones que vivien en cada família era de 4,45.
Per edats la població es repartia de la següent manera: un 44,4% tenia menys de 18 anys, un 10,6% entre 18 i 24, un 28,6% entre 25 i 44, un 13,3% de 45 a 60 i un 3,2% 65 anys o més.
L'edat mediana era de 21 anys. Per cada 100 dones de 18 o més anys hi havia 89,5 homes.
La renda mediana per habitatge era de 17.415 $ i la renda mediana per família de 17.774 $. Els homes tenien una renda mediana de 18.490 $ mentre que les dones 20.463 $. La renda per capita de la població era de 5.719 $. Aproximadament el 46,9% de les famílies i el 51,6% de la població estaven per davall del llindar de pobresa.

## Poblacions més properes
El següent diagrama mostra les poblacions més properes.